# 天筒山城の戦い
天筒山城の戦い（てんづつ/てづつ/やまじょうのたたかい）は、1570年（元亀元年）4月25日に起きた金ヶ崎の戦いの前哨戦。

## 概要
元亀元年、朝倉義景の領地、越前国に攻めこんだ織田信長・徳川家康連合軍は敦賀の妙顕寺に布陣。金ヶ崎城の支城、寺田采女正が籠もる天筒山城を柴田勝家らに攻めさせ、籠城兵を1300余討ち取り、ほぼ全滅させて落城させた。
翌4月26日に織田・徳川軍は朝倉景恒が城主を務める金ヶ崎城を攻撃した。